# Margit Otto-Crépin
Pour les articles homonymes, voir Crépin.
Margit Otto-Crépin, née le 9 février 1945 à Quierschied et morte le 19 avril 2020 à Hambourg,, est une cavalière de dressage. Née en Allemagne, elle adopte la nationalité française en 1971.

## Palmarès
- Championne de France de dressage en 1980, 1981, 1988, 1989
- 1987 : médaille d'or aux Championnats d'Europe de dressage avec Corlandus (cheval de race holsteiner)
- 1988 :  médaille d'argent en individuel aux Jeux olympiques de Séoul avec Corlandus
- 1989 : 1re de la coupe du monde à Göteborg en Suède avec Corlandus et médaille d'argent aux Championnats d'Europe de dressage avec Corlandus
- 1991 : médaille de bronze aux Championnats d'Europe de dressage avec Corlandus
- 1995 : médaille de bronze par équipe aux Championnats d'Europe de dressage
- 1996 : 4e par équipe aux Jeux olympiques d'Atlanta avec Lucky Lord et qualifiée pour les Jeux olympiques de Sydney.